# Coney Island (canción de Taylor Swift)
Coney Island (estilizada en minúsculas) es una canción grabada e interpretada por la cantautora estadounidense Taylor Swift, con la banda de rock estadounidense The National. La canción es la novena pista del noveno álbum de estudio de Swift, Evermore, lanzado el 11 de diciembre de 2020 a través de Republic Records. Fue lanzado a la radio el 18 de enero de 2021, como el tercer sencillo del álbum. La canción fue escrita por Swift, William Bowery y los miembros de National Aaron y Bryce Dessner, con la producción a cargo de los dos últimos.

## Antecedentes
Taylor Swift había colaborado con Aaron Dessner de The National en su álbum Folklore de 2020, un álbum de folk indie que se aparta de la producción pop alegre de sus lanzamientos anteriores. Ella y Dessner trabajaron de nuevo en su siguiente álbum Evermore, un «disco hermano» de Folklore. Esta vez, también trabajaron con Bryce Dessner, el hermano gemelo de Aaron Dessner. Los hermanos Dessner enviaron a Swift algunos de los temas instrumentales que hicieron para su banda, The National. Uno de ellos fue lo que se convertiría en Coney Island. Swift y su exnovio, el actor inglés Joe Alwyn, escribieron la letra y la grabaron con su voz. Después de escuchar el demo, los hermanos Dessner observaron que la canción se siente muy relacionada con The National, y se imaginaron a Matt Berninger (vocalista principal de The National) cantándola, y Bryan Devendorf (baterista de The National) tocando la batería. Aaron Dessner informó a Berninger, quien estaba «emocionado» con la idea. La banda se reunió, Devendorf tocaba la batería, mientras que su hermano Scott Devendorf tocaba el bajo y el piano de bolsillo; Bryce Dessner ayudó a producir la canción.

## Créditos y personal
Créditos adaptados de Tidal.
- Taylor Swift - voz principal, composición
- The National - artista destacado
- Aaron Dessner - producción, composición, guitarra acústica, bajo, programador de caja de ritmos, guitarra eléctrica, percusión, ingeniero de grabación, personal de estudio, sintetizador
- Bryce Dessner - producción, composición, piano, sintetizador
- Bryan Devendorf - programador de caja de ritmos, batería
- Scott Devendorf - bajo, piano
- Matt Berninger - voz
- William Bowery - composición de canciones
- Clarice Jensen - violonchelo
- Justin Treuting - batería, percusión
- Greg Calbi - ingeniero de masterización, personal de estudio
- Steve Fallone - ingeniero de masterización, personal de estudio
- Jonathan Low - mezclador, ingeniero de grabación, personal de estudio, ingeniero vocal
- Robin Baynton - personal de estudio, ingeniero vocal
- Sean O'Brien - personal de estudio, ingeniero vocal
- Yuki Numata Resnick - violín

## Listas
| Lista (2020)                                | Posición position |
| ------------------------------------------- | ----------------- |
| Australia (ARIA)                            | 42                |
| Bélgica (Flandes) (Ultratip Bubbling Under) | 15                |
| Billboard Global 200                        | 45                |
| Canadá (Canadian Hot 100)                   | 31                |
| Portugal (AFP)                              | 150               |
| Estados Unidos (Billboard Hot 100)          | 63                |
| Billboard Global 200                        | 12                |
| US Rolling Stone Top 100                    | 32                |

## Historia
| Región         | Fecha               | Formato        | Discografía | Ref.   |
| -------------- | ------------------- | -------------- | ----------- | ------ |
| Estados Unidos | 18 de enero de 2021 | Triple A radio | Republic    | [ 12 ] |